# Tarphiosoma fasciata
Tarphiosoma fasciata is een keversoort uit de familie somberkevers (Zopheridae). De wetenschappelijke naam van de soort werd in 1863 gepubliceerd door Victor Ivanovitsch Motschulsky.